# Raphaël Salem
Pour les articles homonymes, voir Salem.
Raphaël Salem, né le 7 novembre 1898 à Salonique et mort le 20 juin 1963 à Paris, est un mathématicien qui étudia notamment les liaisons entre les séries de Fourier et la théorie des nombres. Il joua un rôle important dans le développement de l'analyse de Fourier en France.

## Biographie
Né en Grèce dans une famille juive d'Emmanuel et de Fortunée Salem, il arrive à l'âge de quinze ans à Paris, où il fréquente le lycée Condorcet. Il commence ensuite des études à la faculté de droit et obtient la licence en 1919. Mais en parallèle, il se passionne pour les mathématiques en compagnie de Jacques Hadamard, et obtient la même année  une licence ès sciences à la Sorbonne. Il délaisse alors ses études de droit et, en 1921, il est diplômé de l'École centrale Paris. Il commence ensuite une longue carrière (17 ans) dans la Banque, mais son intérêt pour la recherche en mathématiques reste aussi vif. Il publie avant-guerre une suite d'articles sur les séries de Fourier. À l'initiative du professeur Arnaud Denjoy, Salem soutient une thèse en mathématiques, et obtient son doctorat en 1940. Pendant la guerre, il est envoyé en Angleterre comme assistant de Jean Monnet. Démobilisé, il rejoint sa famille partie au Canada, puis s'installe à Cambridge dans le Massachusetts où il peut à nouveau s'adonner à sa passion. Il  est embauché au MIT, d'abord comme lecturer en 1941, puis gravit les échelons jusqu'au rang de full professor en 1950. Il finit par revenir en France, d'abord à l'université de Caen puis comme professeur en Sorbonne en 1955.
Il est inhumé au cimetière marin de Varengeville-sur-Mer.
Sa veuve a créé un prix scientifique qui porte son nom, le prix Salem, décerné chaque année à un mathématicien.